# Allan Edebäck
Anton Allan Sigvald Edebäck, född den 31 juli 1907 i Falköping, död 28 september 1993 i Hedvig Eleonora församling, Stockholm, var en svensk militär. 

## Biografi
Edebäck blev fänrik 1929, kapten 1940, major 1947, överstelöjtnant 1951, överste 1956 och överste av första graden 1962. Han var chef för den svenska delegationen vid Neutrala nationernas övervakningskommission 1958–1959. Edebäck genomgick Artilleri- och ingenjörhögskolans högre kurs 1938, blev fortifikationsofficer vid V. militärområdet 1942, fortifikationsbefäl i Karlskrona 1948, sektionschef vid fortifikationsförvaltningen 1950, fortifikationsbefäl i Vaxholm 1951, fortifikationsofficer vid IV. militärområdet 1956, chef för fortifikationsförvaltningens befästningsbyrå 1961 och var chef för fortifikationskåren och inspektör över rikets befästningar 1963–1967.

### Familj
Hans dotter är förutvarande justitierådet Inger Nyström (född 1936).

## Utmärkelser
- Riddare av Svärdsorden, 1948.[2]
- Riddare av Vasaorden, 1952.[3]
- Kommendör av Svärdsorden, 10 november 1962.[4]
- Kommendör av första klass av Svärdsorden, 22 november 1965.[5]